# Маєрскаппель
Маєрскаппель (нім. Meierskappel) — громада  в Швейцарії в кантоні Люцерн, виборчий округ Люцерн-Ланд.

## Географія
Громада розташована на відстані близько 80 км на схід від Берна, 14 км на північний схід від Люцерна.
Маєрскаппель має площу 6,8 км², з яких на 10,1% дозволяється будівництво (житлове та будівництво доріг), 63% використовуються в сільськогосподарських цілях, 26,7% зайнято лісами, 0,3% не є продуктивними (річки, льодовики або гори).

## Демографія
2019 року в громаді мешкало 1451 особа (+16,9% порівняно з 2010 роком), іноземців було 15,8%. Густота населення становила 213 осіб/км².
За віковим діапазоном населення розподілялося таким чином: 23,9% — особи молодші 20 років, 61,1% — особи у віці 20—64 років, 15% — особи у віці 65 років та старші. Було 569 помешкань (у середньому 2,5 особи в помешканні).
Із загальної кількості 451 працюючого 110 було зайнятих в первинному секторі, 168 — в обробній промисловості, 173 — в галузі послуг.